# 진회 (백제)
진회(眞會, ?~?)는 백제 다루왕 때의 대신으로 대성팔족 중의 하나인 진(眞)씨 출신 귀족이다. 진(眞)씨 출신 귀족으로서는 기록상 처음으로 등장하는 인물이다.

## 생애
북부 출신으로, 37년(다루왕 10) 10월, 흘우가 우보에서 좌보로 승진하자 그의 뒤를 이어 우보(右輔)에 임명되었다.